# Höchst im Odenwald
Höchst im Odenwald, Höchst i. Odw. – miejscowość i gmina w Niemczech, w kraju związkowym Hesja, w rejencji Darmstadt, w powiecie Odenwald, 30 czerwca 2015 liczyła 9968 mieszkańców.